# Бермудска висша лига
Бермуда Премиър дивижън (на английски: Bermudian Premier Division) е клубен турнир по футбол, който води началото си от 1963 година, в който се излъчва шампиона на Бермудските острови.

## История
Основана през 1963 година. Това се случва една година след като националната футболна асоциация на Бермудите е приета в „семейството“ на ФИФА.
Понастоящем „Висшата лига“ се състои от 10 отбора, като последите два отпадат в „Първа дивизия“. Hоси името на своя основен спонсор „Сингулар Уайърлес“ – американски телекомуникационен гигант. През 2007 година Cingular Wireless на територията на САЩ, Пуерто Рико и Вирджински острови (бр.) придобива ново лого, но продължава да се нарича със старото име на финансовия си благодетел.
Hай-успешен в Бермуда е отбора на „Сомърсет Троянс“, спечелил 10 титли. В това число се включват и четирите отличия на „Сомърсет Крикет Клуб“ от края на 90-те години .

## Сезон 2016 – 2017
- Данди Таун Хорнетс (Пембрук)
- Робин Худ (Пембрук)
- ПХК Зебрас (Хамилтън)
- Hорт Вилидж Ремс (Саутхямптън)
- Булевард Блейзърс (Пембрук)
- Девъншир Кугърс (Девъншър)
- Сомърсет Троянс (Сомърсет)
- Девъншир Колтс (Девъншър)
- Сомърсет Ийгълс (Сомърсет) (промоция от Първа дивизия)
- Фланаган'с Ониънс ФК (Хамилтън) (промоция от Първа дивизия)

## Шампиони (1963 – 2017)
| Клуб                   | Град          | Титли | Сезони                                                     |
| ---------------------- | ------------- | ----- | ---------------------------------------------------------- |
| Сомърсет Троянс        | (Сомърсет)    | 10    | 1967, 1968, 1969, 1970, 1982, 1983, 1984, 1987, 1993, 2015 |
| ПХК Зебрас             | (Хамилтън)    | 9     | 1971, 1977, 1985, 1986, 1989, 1990, 1992, 2000, 2008       |
| Hорт Вилидж Ремс       | (Саутхямптън) | 8     | 1974, 1976, 1978, 1979, 2002, 2003, 2006, 2011             |
| Данди Таун Хорнетс     | (Пембрук)     | 8     | 1988, 1994, 2001, 2004, 2010, 2012, 2014, 2016             |
| Девъншир Кугърс        | (Девъншър)    | 4     | 1997, 2005, 2007, 2009, 2013                               |
| Девъншир Колтс         | (Девъншър)    | 3     | 1972, 1973, 1997                                           |
| Васко да Гама          |               | 3     | 1996, 1998, 1999                                           |
| Йънг Мен'с Соушъл Клъб | (Хамилтън)    | 3     | 1964, 1965, 1966                                           |
| Булевард Къмюнити Клъб |               | 2     | 1991, 1995                                                 |
| Хотел Интернешънъл     | (Хамилтън)    | 2     | 1975, 1980                                                 |
| Саутхямптън Рейнджърс  | (Саутхямптън) | 1     | 1981                                                       |
| Робин Худ              | (Пембрук)     | 1     | 2017                                                       |